# Ур-Мама
Ур-Мама — правитель (енсі) шумерської держави Лагаш. Його правління припадало приблизно на першу половину XXII століття до н. е.
Відомий за записом про початок свого правління: «Рік, коли Ур-Мама (став) правителем» (mu ur-ma-ma énsi).